# Jacob Brønnum Scavenius Estrup
Jacob Brønnum Scavenius Estrup (Sorø, 16 aprile 1825 – Copenaghen, 24 dicembre 1913) è stato un politico danese.

## Biografia
Estrup era figlio del proprietario terriero e preside dell'Accademia di Sorø, Hector Frederik Janson Estrup (1794–1846) e di Jacobine Scavenius (1800–1829), figlia di Jacob Brønnum Scavenius (1749–1820).
Ereditò la tenuta di Kongsdal nell'area di Holbæk nel 1846. Nel 1852 acquistò anche la tenuta di Skaføgård a Randers.
Come Ministro degli Interni nel Gabinetto di Frijs, Estrup assunse il controllo delle ferrovie dello Jutland e della Fionia, cedute a un consorzio inglese nel 1861. Ampliò le ferrovie a Vendsyssel e costruì nuove linee da Skanderborg a Silkeborg e lungo la costa occidentale dello Jutland fino a Esbjerg, guadagnandosi il soprannome di "Ministro delle Ferrovie". Costruì anche il porto di Esbjerg, che divenne un importante centro per le esportazioni. Nel 1869 fu costretto a dimettersi dall'incarico a causa di problemi di salute.
Nel 1875 Estrup riuscì a sostituire Christen Andreas Fonnesbech come Presidente del Consiglio. Estrup assunse anche l'incarico di Ministro delle Finanze, forse il più importante in un periodo in cui la Danimarca era economicamente in difficoltà dopo la Seconda Guerra dello Schleswig.